# Cergău Mare
Cergău Mare – wieś w Rumunii, w okręgu Alba, w gminie Cergău. W 2011 roku liczyła 962 mieszkańców.